# 永嘉 (大理)
永嘉（えいか）は、中国後大理国の段正厳の時代に使用された元号。年代不詳 - 1128年 。